# Lisović
Lisović (en serbe cyrillique : Лисовић) est un village de Serbie situé dans la municipalité de Barajevo et sur le territoire de la Ville de Belgrade. Selon les données du recensement de 2011, il compte 1 054 habitants,.

## Géographie

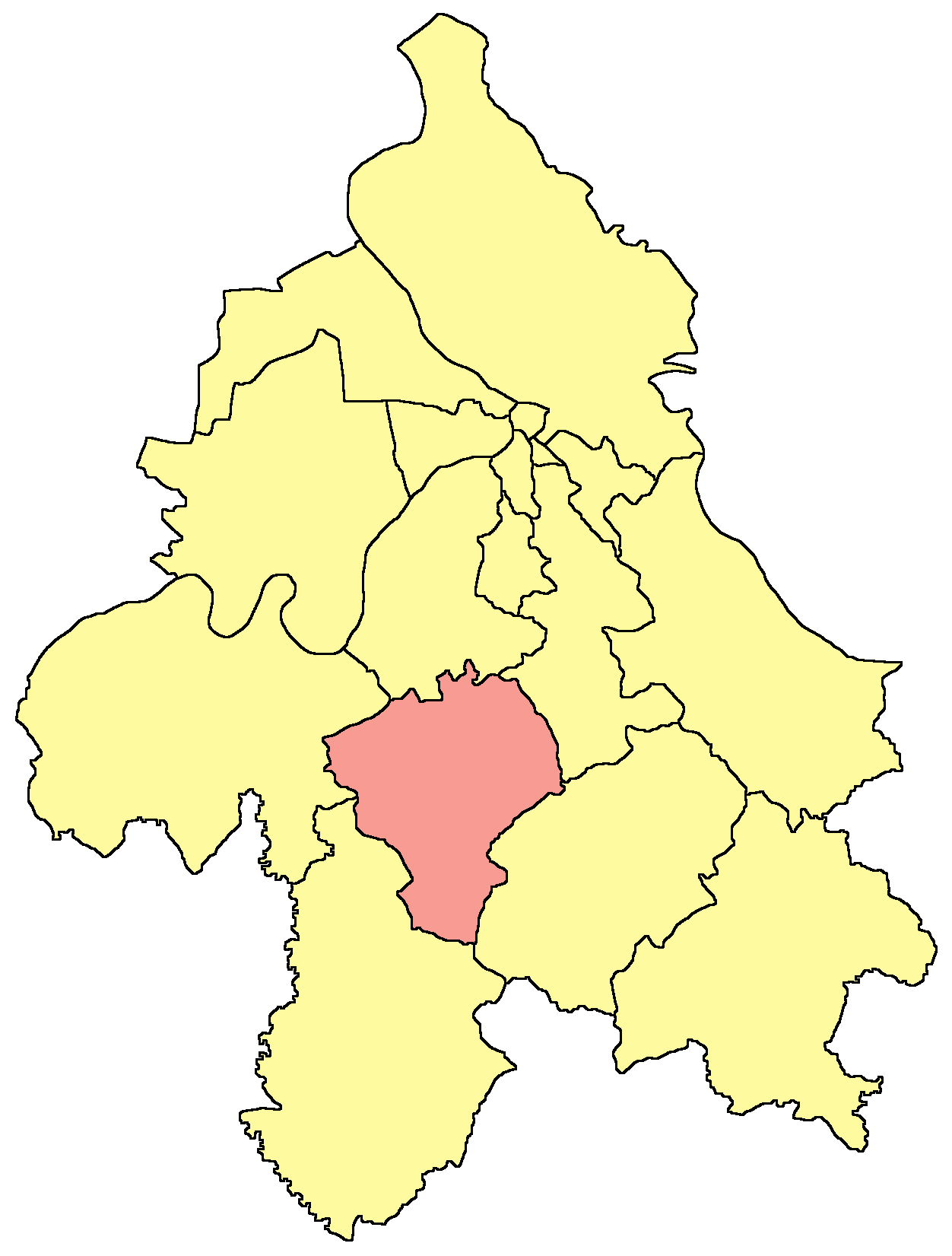
Localisation de la municipalité de Barajevo dans la Ville de Belgrade

Lisović est situé sur les pentes septentrionales du mont Kosmaj, au sud de Barajevo, dans les faubourgs de Belgrade.

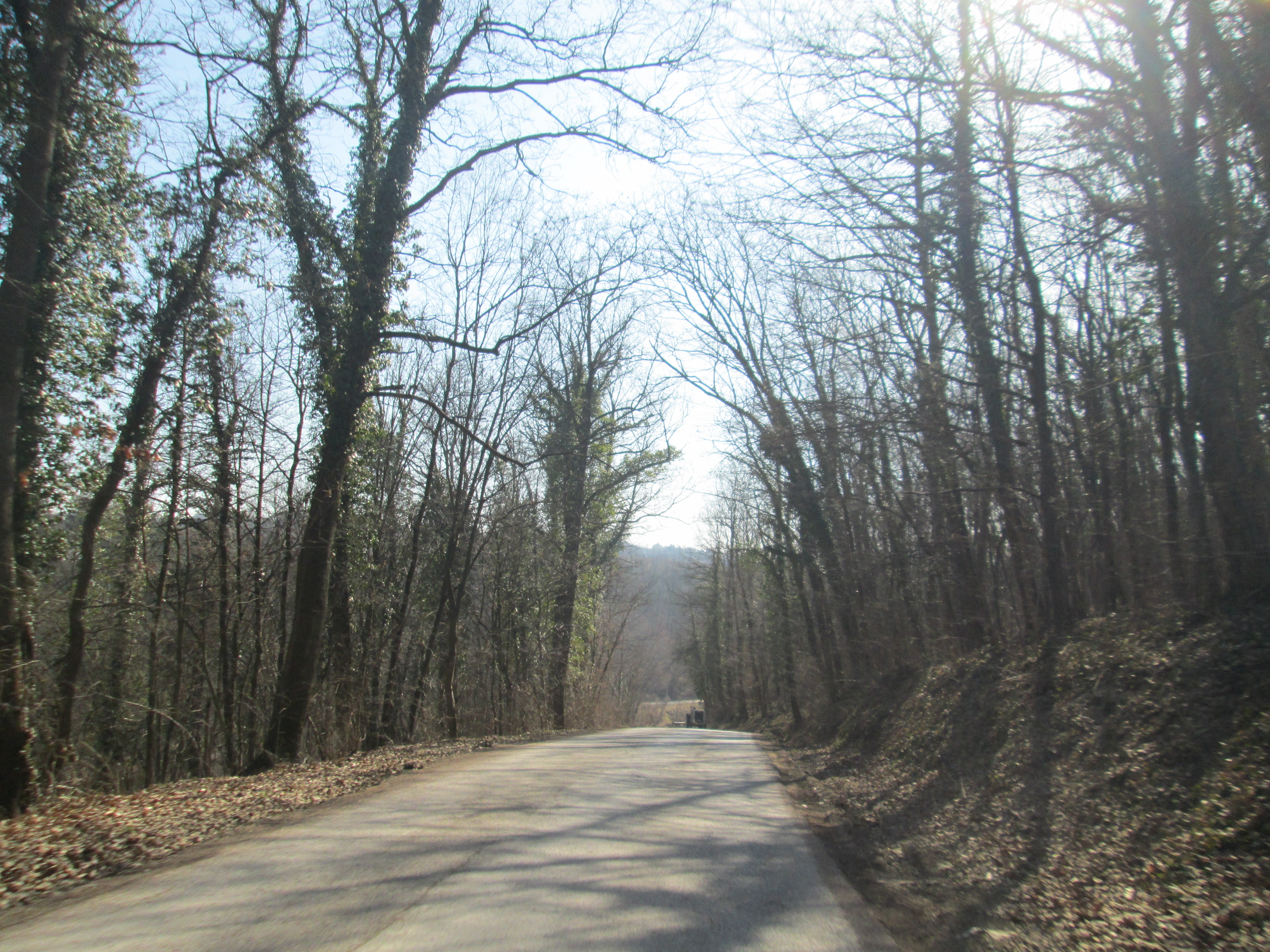
Paysage près du village

Le village est entouré par les localités suivantes :
|                    | Barajevo |                                   |
| Boždarevac Beljina | Lisović  | Guberevac (municipalité de Sopot) |
|                    | Manić    |                                   |

## Histoire

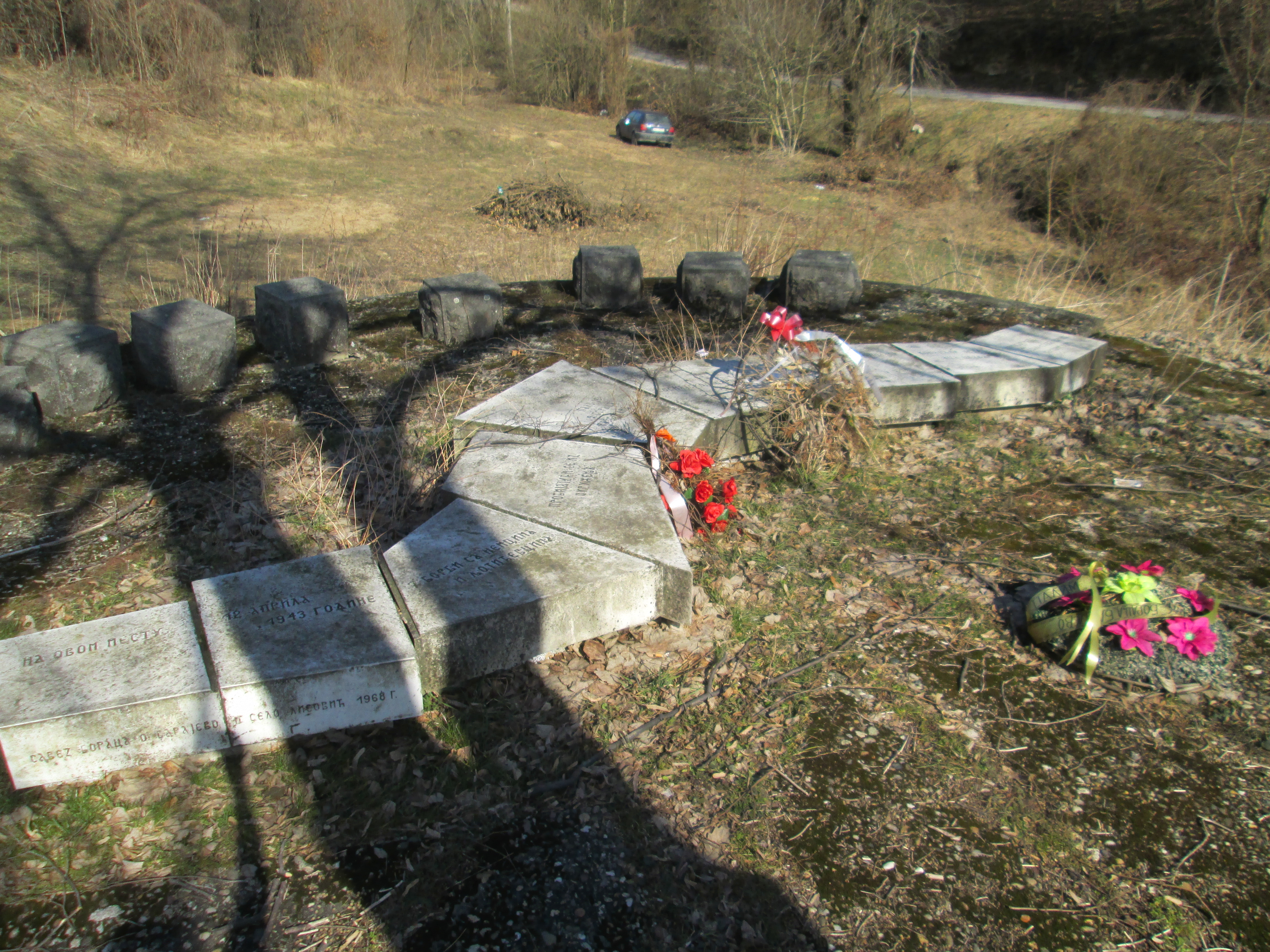
Le Monument aux Partisans morts à Lisović

Lisović est un village ancien qui conserve les vestiges d'une route ancienne. Sur son territoire, un hameau nommé « Madžarija » est considéré localement comme un ancien « cimetière hongrois ». Selon la tradition, le nom du village lui aurait été donné par ses premiers colons qui y trouvèrent une grande forêt dont les feuilles (en serbe : listovi) jonchaient le sol à l'automne.
Quoi qu'il en soit, Lisović est mentionné depuis le début du XVIIIe siècle et figure sur une carte datant de l'occupation autrichienne de 1718 à 1739 ; il est alors appelé « Lissoviz ». En 1818, après le Second soulèvement serbe contre les Ottomans, il compte 26 foyers, en 1822 33 foyers et en 1846 47 foyers. Selon le recensement de 1921, Lisović compte 206 foyers et 1 016 habitants.
La première école du village, installée dans une maison privée, ouvre ses portes en 1873. Le bâtiment a été utilisé pour l'école jusqu'en 1884, quand une nouvelle école a été construite.
Le village abrite un Monument aux Partisans morts à Lisović le 12 avril 1943 ; parmi les morts figure le héros national Stjepan Steva Abrlić.

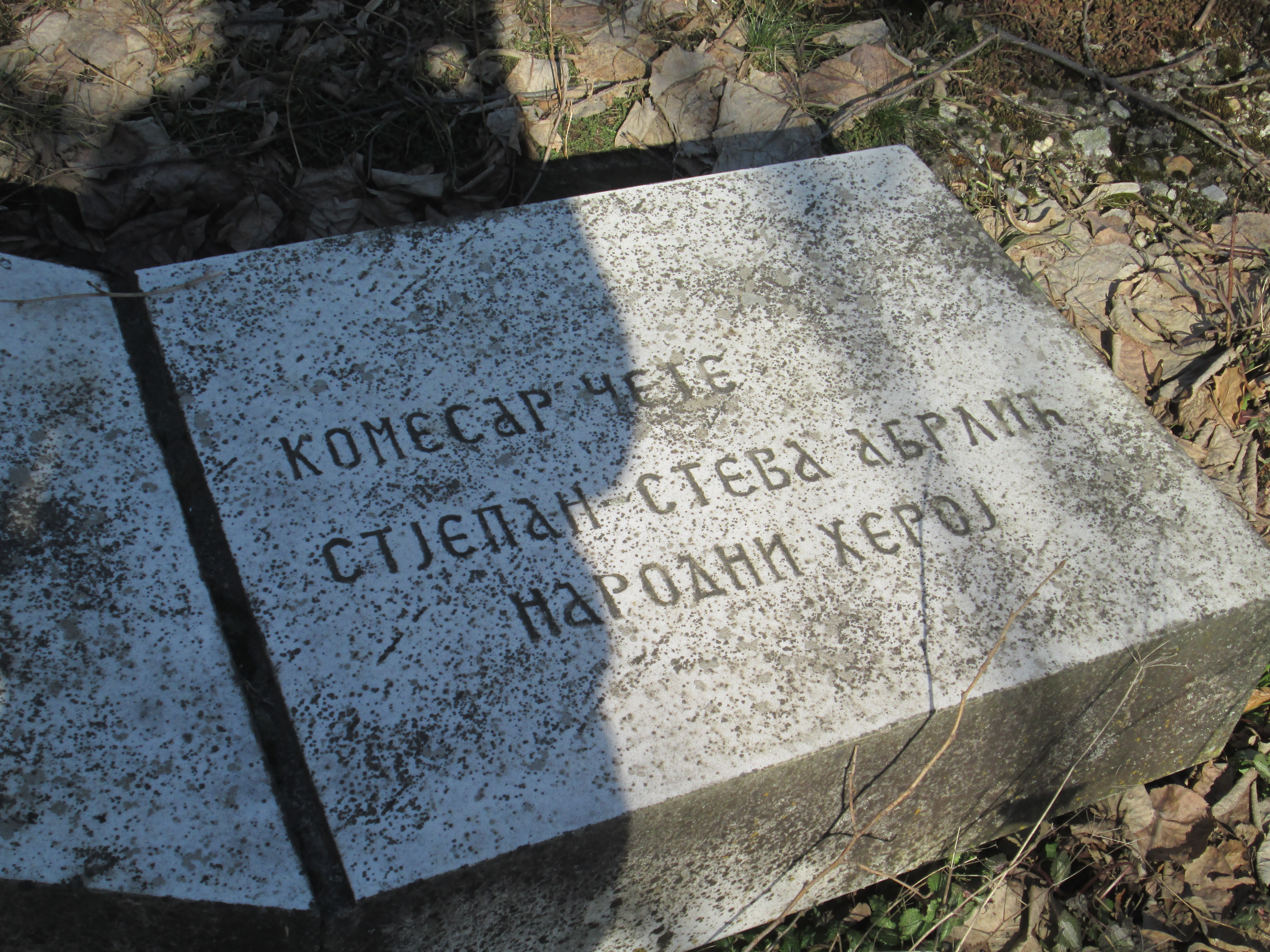
La tombe de Stjepan Steva Abrlić

## Démographie

### Évolution historique de la population
| 1948  | 1953  | 1961  | 1971 | 1981  | 1991  | 2002  | 2011   |
| ----- | ----- | ----- | ---- | ----- | ----- | ----- | ------ |
| 1 135 | 1 167 | 1 114 | 963  | 1 032 | 1 075 | 1 057 | 1 054, |

|  |

### Données de 2002
Pyramide des âges (2002)
En 2002, l'âge moyen de la population était de 39,8 ans pour les hommes et 43 ans pour les femmes.
Répartition de la population par nationalités (2002)
En 2002, les Serbes représentaient 94,60 % de la population ; le village abritait notamment des minorités de Roms et de Monténégrins, représentant respectivement 1,32 % et 1,22 % de la population.

### Données de 2011
En 2011, l'âge moyen de la population était de 44,4 ans, 43 ans pour les hommes et 45,8 ans pour les femmes.

## Télévision
Le reality show Farma (« La Ferme »), la variante serbe de La Ferme Célébrités, produit et diffusé en Serbie, au Monténégro et en Bosnie-Herzégovine par RTV Pink, est tourné à Lisović.

### Liens  externes
- (en) Vue satellite de Lisović sur fallingrain.com